# Zoofilia

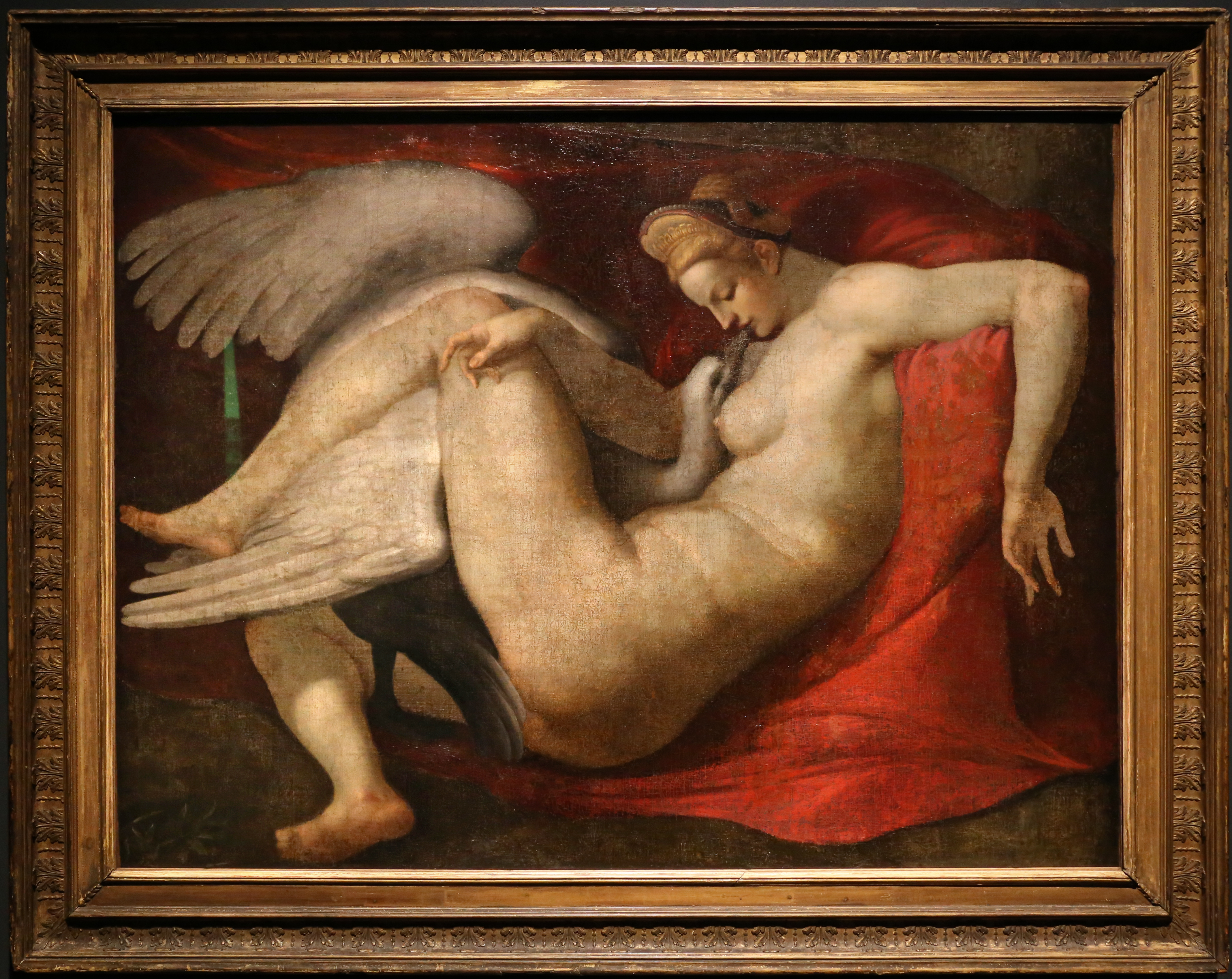
Leda y el Cisne, una copia del de un cuadro desaparecido de Miguel Ángel de 1530 (Galería Nacional de Londres).

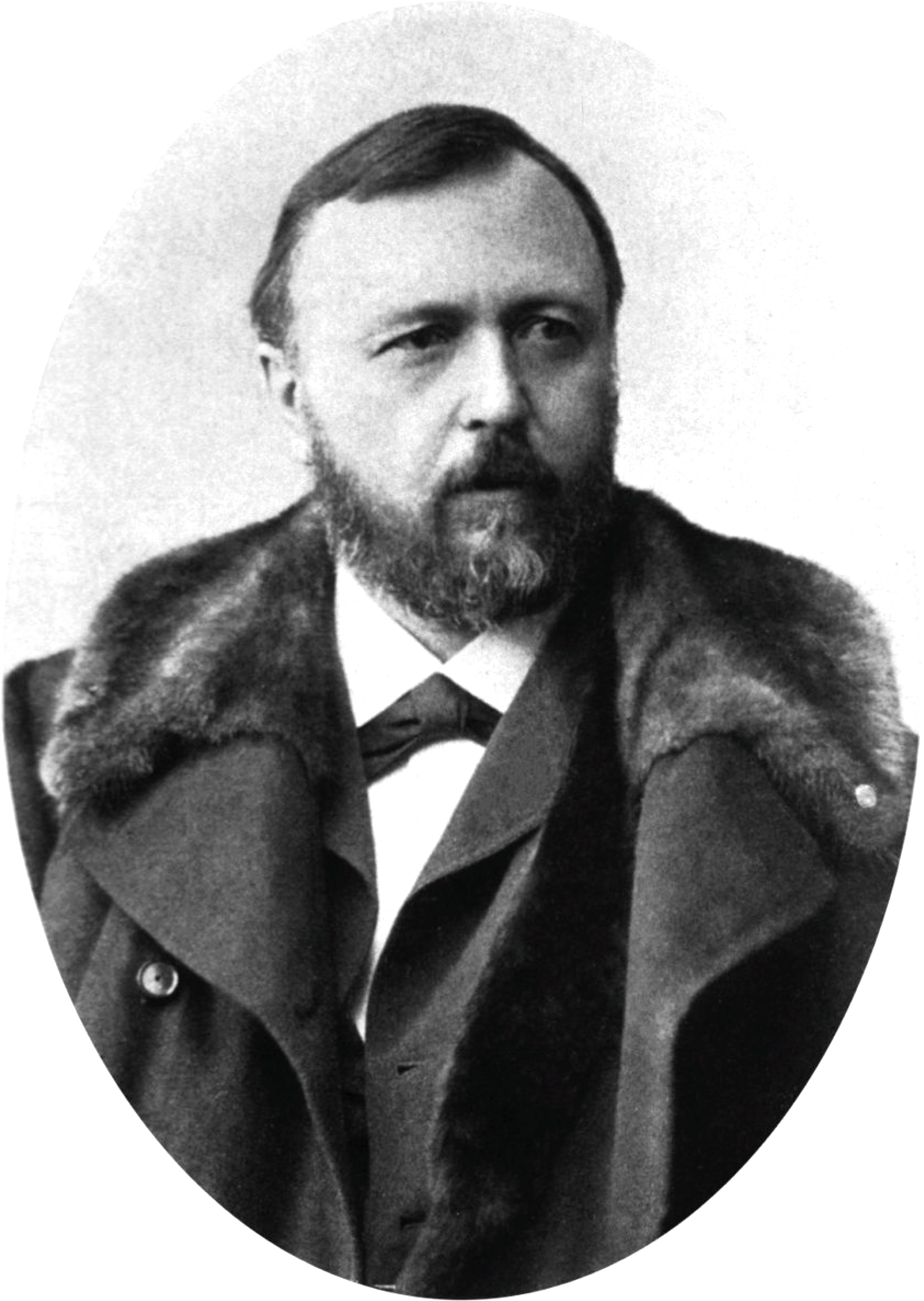
El término zoofilia fue introducido en el siglo XIX por el sexólogo alemán Richard von Krafft-Ebing.

La zoofilia (del griego zoon, "animal", y philia, "amor"), también llamada bestialismo, bestialidad, zoosexualidad o zooerastia, es una parafilia que consiste en la realización del acto sexual entre un ser humano y un animal. Las personas que sienten esta afinidad o atracción sexual son conocidas como zoófilos, zoofílicos o zoosexuales.
La zoofilia puede causar lesiones e incluso la muerte al animal, por esto en algunos países está considerada como ilegal, sin distinción acerca de si causa o no daños.
Según el Informe Kinsey basado en estudios realizados en Estados Unidos entre 1948 y 1953, sobre una muestra de 8.000 hombres y 12 000 mujeres, un 8% y un 3,6% respectivamente reconocieron haber tenido contactos sexuales con animales. De ellos, el 17% eran habitantes de zonas rurales.

## Definición
El término zoofilia fue utilizado por primera vez en el contexto de los estudios sobre la sexualidad por el sexólogo Richard von Krafft-Ebing, a finales del siglo XIX. El ambiguo término sodomía ha sido empleado en algunas ocasiones en un contexto legal para referirse a actos de bestialismo.
En la pornografía, el material que presenta prácticas sexuales entre humanos y animales lleva el nombre de zoofilia o bestialismo.

## Perspectiva histórico-religiosa

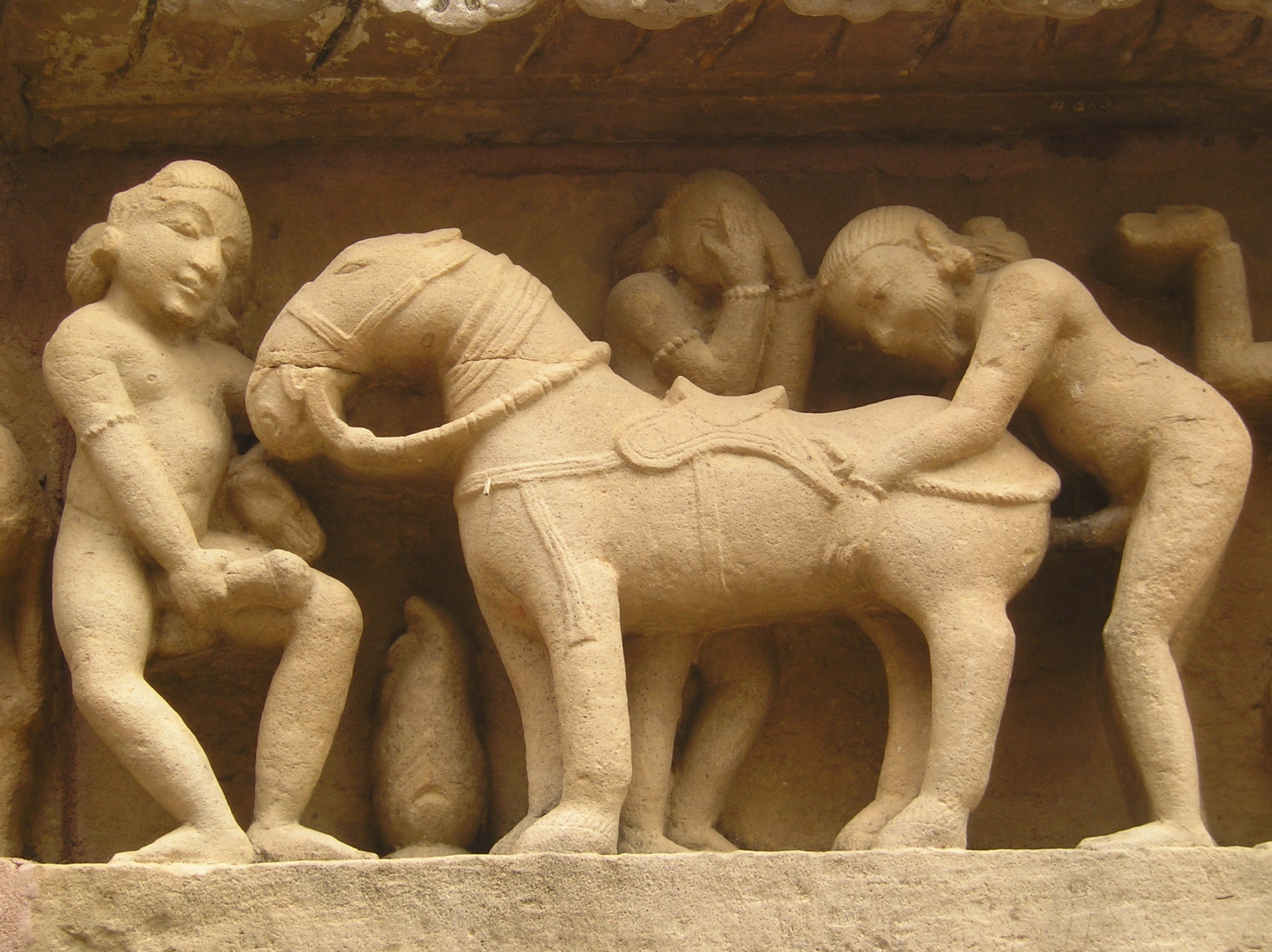
El hombre que penetra a una yegua. Imagen en el exterior de un templo hinduista-jainista de Khajuraho, India.

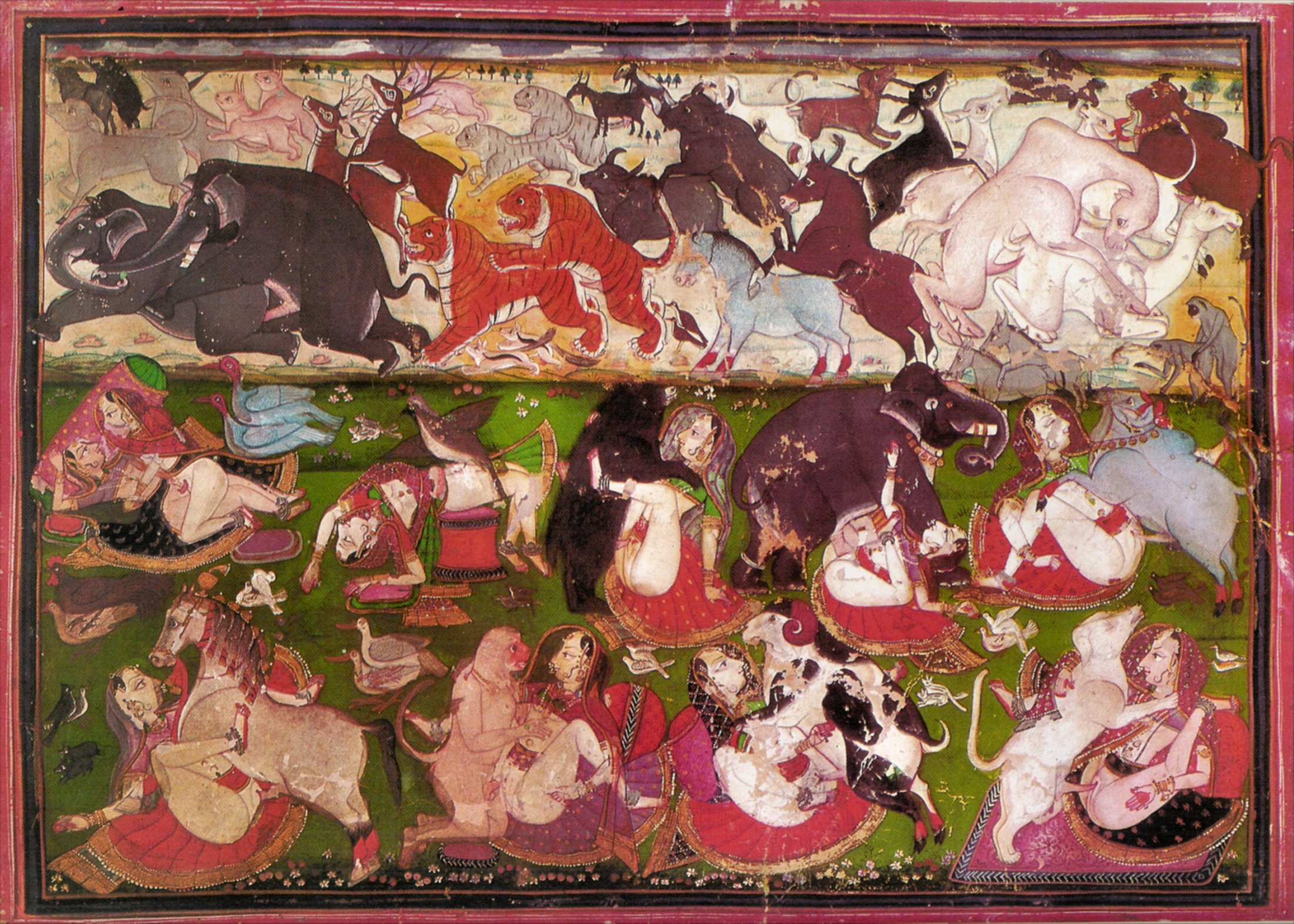
Zoofilia en una pintura hindú.

Mantener relaciones sexuales con animales es una conducta documentada desde la Prehistoria:  en una cueva en Val Camonica, en el norte de Italia se ve una pintura datada en 8000 a. C. en la que un hombre está a punto de penetrar un animal. En textos bíblicos se encuentran referencias a este comportamiento.
El bestialismo de la Edad Antigua pudo estar ligado a rituales religiosos. Píndaro, Heródoto y Plutarco afirmaron que los egipcios participaban en rituales que incluían el apartamento o cópulas con cabras, pero es difícil asegurar que contaban con pruebas.

En la mayor parte de Europa, durante la Edad Media, bajo la moral judeocristiana, la zoofilia era castigada con la pena de muerte en la hoguera, incluyendo en el sacrificio a los animales involucrados. El Nuevo Testamento de la Biblia prohíbe la bestialidad —1 Corintios  6:9; Efesios 5:5; Apocalipsis 22:15—, por ser una inmoralidad. En el mismo sentido, para condenar el bestialismo, teólogos judíos y cristianos citan los versículos del Levítico 18:23: 
"Y no debes acostarte con bestias, haciéndote inmundo por ello, y tampoco mujer alguna debe acostarse con bestias; es perversión" 
y 20:15-16: 
"Cualquiera que tenga cópula con bestia alguna, debe ser matado; y mataréis también a la bestia. Y cuando una mujer se acerque y tenga cópula con cualquier bestia, ambos deben ser matados; su sangre estará sobre ellos" 
Por otra parte, existen diversas referencias en las escrituras hindúes de figuras religiosas teniendo relaciones sexuales con animales (por ejemplo, el dios Brahmā copulando con un oso, o un sabio semihumano nacido de una madre cierva). En el arte védico también hay evidencias de bestialismo (la religión que la civilización védica ejercía es la precursora del hinduismo) y de figuras de personas copulando con animales entre los miles de esculturas que describen "eventos de la vida" en el exterior del templo de Khajuraho. La doctrina hindú ortodoxa defiende que la cópula debería estar restringida a parejas casadas, prohibiendo el bestialismo. Y en el Manusmrti, el apareamiento entre los seres humanos y animales está permitido.
En cuanto al budismo, este trata las conductas sexuales según si éstas hacen daño a uno mismo o a otros. La ética budista en materia sexual por lo general prohíbe todo acto sexual donde uno de los participantes no dé su consentimiento (violación, pedofilia, etc.), por lo cual, debido a que los animales no podrían dar nunca el consentimiento, la zoofilia estaría implícitamente prohibida en el budismo. Algunas conductas sexuales, incluidas las conductas sexuales con animales, están prohibidas explícitamente para los monjes y monjas budistas.
En el caso del Islam, este tiene diferentes posturas frente al bestialismo. Esto se debe a que ello no se menciona en el Corán, o a que la cópula y la sexualidad se trataban menos como tabú en la sociedad musulmana que en la cristiana. Algunos musulmanes afirman que la cópula con animales es detestable; otros, que a pesar de ser condenable, se ha de tratar con cierta indulgencia, como el lesbianismo o la masturbación.

## Aspectos psicológicos e investigación

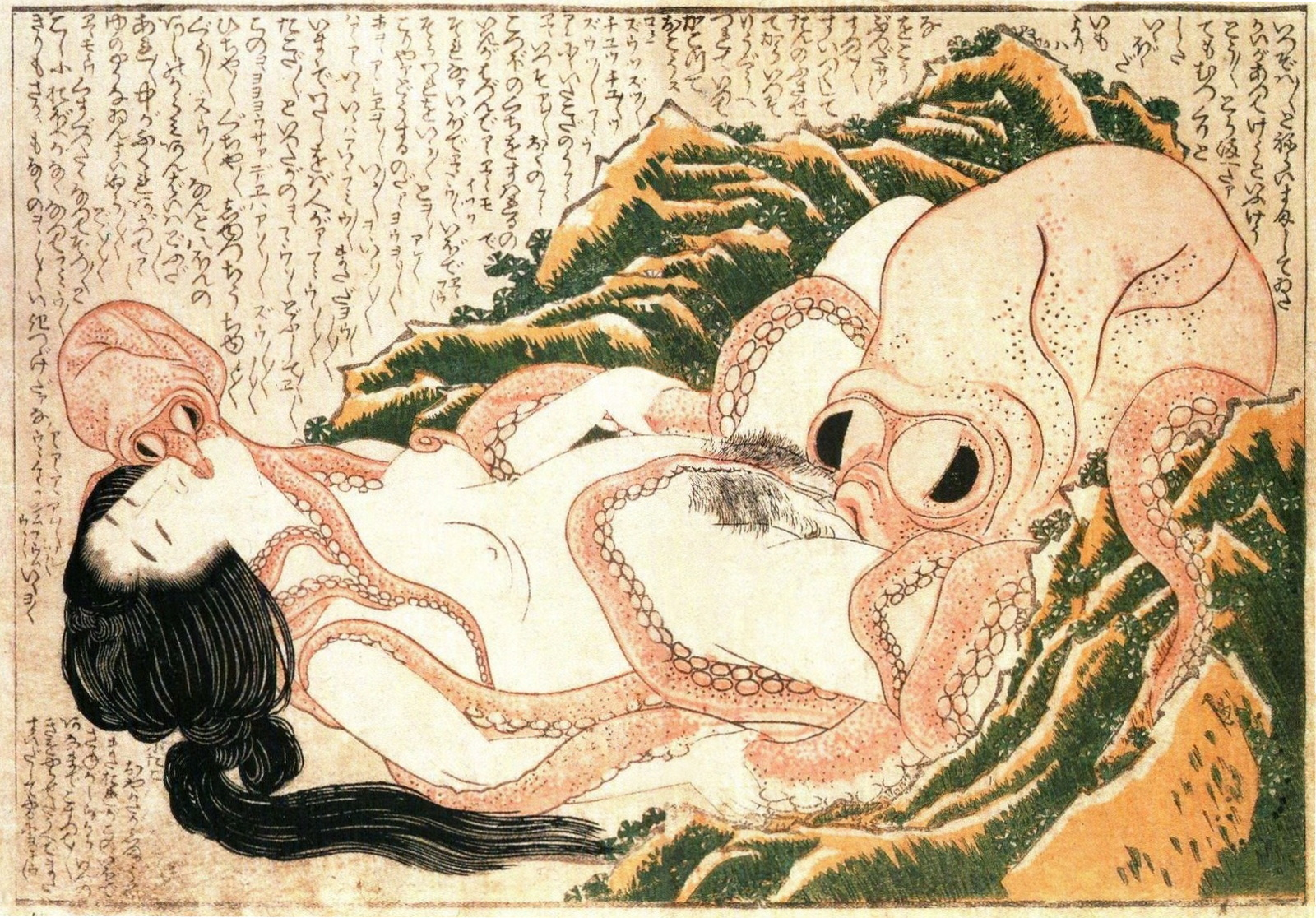
El sueño de la esposa del pescador, obra de Katsushika Hokusai.

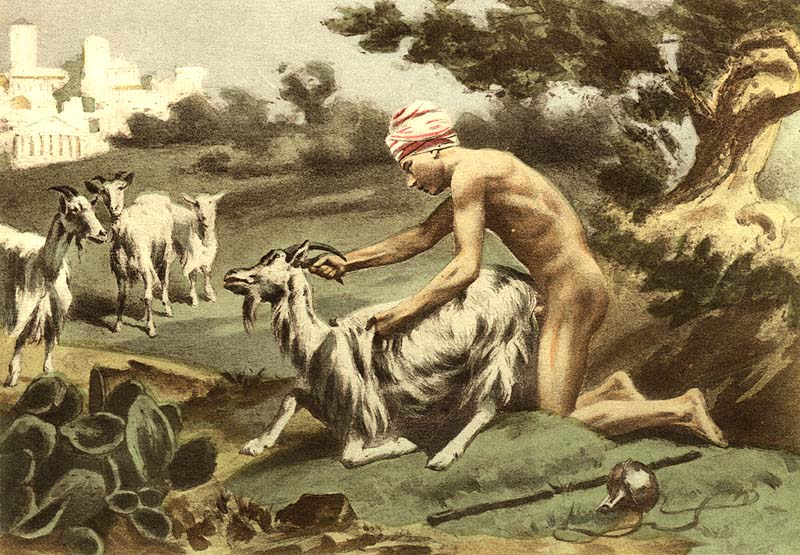
Pastor penetrando a una cabra. Litografía de Édouard-Henri Avril.

El manual diagnóstico y estadístico de los trastornos mentales (DSM IV) diagnostica la Zoofilia como F65.9 parafilia no especificada [302.9]. Investigaciones médicas indican que algunos zoófilos sólo son atraídos a una especie específica; otros son atraídos a varias especies (que pueden o no incluir los seres humanos), y algunos zoófilos no sienten atracción por los seres humanos en general.
Una de las principales críticas hacia la zoofilia es que la actividad de bestialismo es dañina para los animales y necesariamente abusiva. Los animales podrían ser traumatizados incluso por un enfoque no violento y sexual de un ser humano. Además, según la Coordinadora de Profesionales por la Prevención de Abusos (CoPPA), varios informes sobre experimentos realizados con presos concluyeron los individuos que llevan a cabo actos de zoofilia a veces varían de un tipo de abuso sexual a otro, de forma que podría ser similar el riesgo de que agredan sexualmente a un animal a que lo hagan con un humano.
Sin embargo la bestialidad no abusiva puede ser recíprocamente placentera tanto para el humano como para el animal. Los defensores de la zoofilia dicen que la misma no constituye maltrato animal ya que ellos raras veces hieren físicamente a los animales al realizar estas prácticas. De hecho aducen que en ciertos casos el animal puede disfrutar con la práctica. También se ha determinado que especies (como los delfines) se sienten atraídos por individuos de otras y algunos animales incluso pueden sentirse dispuestos a mantener relaciones sexuales con humanos. Así mismo, el hecho de que los animales no puedan dar su consentimiento podría ser irrelevante ya que esto no impide que otras prácticas (como la experimentación con animales, la castración, etc.) se realicen sin consentimiento del animal.
Por otro lado se argumenta que el hecho de que estas prácticas no estén legalizadas o estén penalizadas atentan contra los derechos constitucionales de los zoófilos por ejemplo el derecho a la igualdad ante la ley. El hecho de que se considere incorrecto o moralmente desaprobable a la zoofilia es debido a la creencia de que la especie humana es superior a las demás, lo que para los defensores de estas prácticas es consecuencia de un especismo y un antropocentrismo irracionales existentes en la sociedad.

## Estatus legal

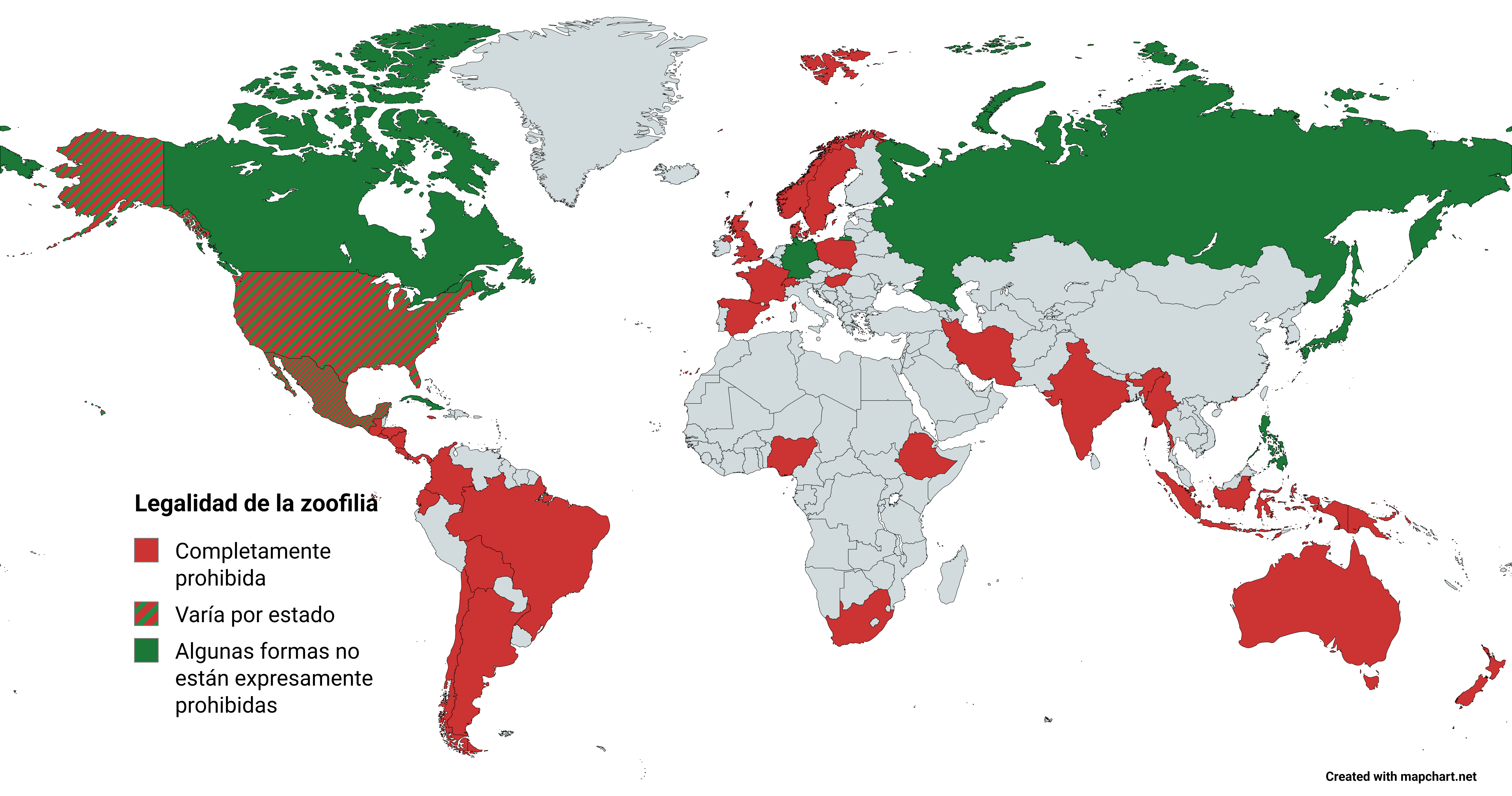
Mapa que muestrala legalidad de la zoofilia por país

Los actos de bestialismo son considerados ilegales en muchas legislaciones, mientras que en otras no se hace referencia directa al bestialismo (únicamente se remarca como delito el abuso de animales). En muchos países las leyes no estipulan si las relaciones sexuales con animales son implícitamente abusivas o un maltrato. Ello provoca que el bestialismo no esté claramente contemplado en sus legislaciones.

## Zoofilia y salud
El contacto sexual con animales está asociado a varios riesgos para la salud, como infecciones, lesiones y reacciones alérgicas. Las infecciones que pueden transmitirse al ser humano a partir de los animales se denominan zoonosis. La mayoría se transmiten por contacto casual, o vectores, pero pueden contagiarse fácilmente por actividades que implican contacto con fluidos vaginales, orina, saliva, las heces y sangre de animales, y facilitados por mordeduras o arañazos.
Algunos riesgos para la salud incluyen brucelosis, leptospirosis, fiebre Q, rabia y campilobacteriosis.
Aunque hay sospechas que relacionarían la zoofilia con un riesgo incrementado de padecer tumores cancerosos en el pene, la evidencia no pasa de ser anecdótica y basada en estudios locales.

## Referencias en la cultura

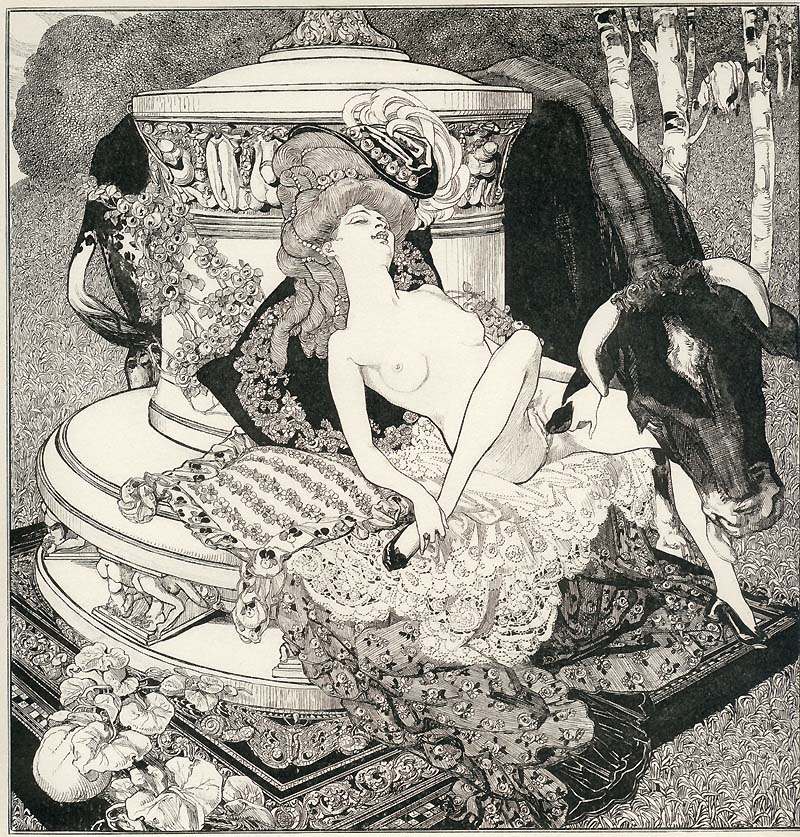
Europa y Júpiter transformado en toro.

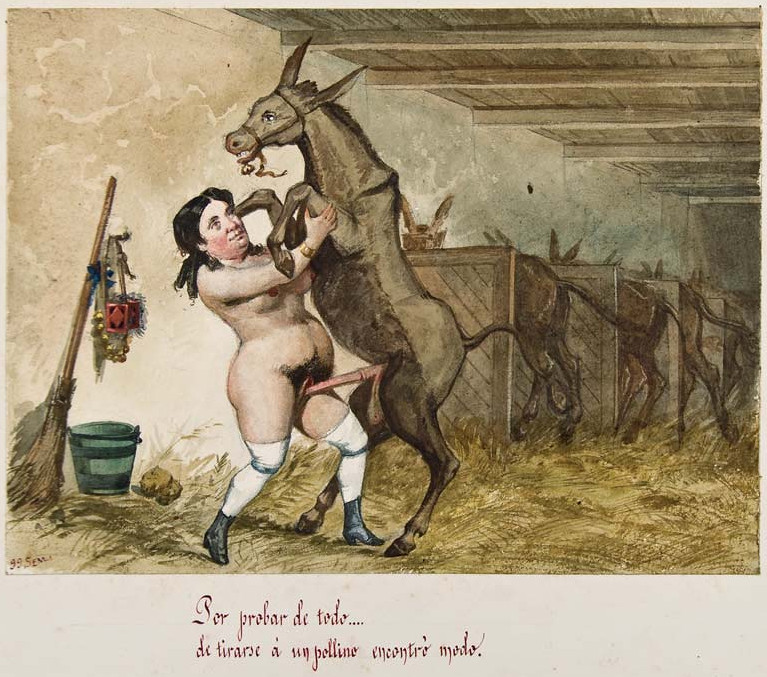
En la serie de acuarelas Los Borbones en pelota, atribuida a los hermanos Valeriano Domínguez Bécquer y Gustavo Adolfo Bécquer, se puede ver a Isabel II de España fornicando con un burro.